# موزه و گالری هنری پنانگ
موزه و گالری هنری پنانگ (مالایی: Muzium dan Balai Seni Lukis Negeri Pulau Pinang) یک موزه و گالری هنری در جرج تاون، پنانگ، مالزی است.

## پیشینه
ساختمان موزه، بین سالهای ۱۸۲۱ تا ۱۹۲۷، مدرسه دولتی پنانگ بود. بعد از اینکه مدرسه دولتی پنانگ به ساختمان جدید در گرین لین نقل مکان نمود، در ژانویه ۱۹۲۸، مدرسه هوچینگ آن را تصاحب کرده و تا سال ۱۹۶۰ از آن استفاده نمود. موزه در روز ۱۴ آوریل سال ۱۹۶۵ توسط فرماندار پنانگ، راجا اودا راجا محمد افتتاح شد. این ساختمان بر اساس سند میراث فرهنگی سال ۲۰۰۵، بنای میراث فرهنگی اعلام گردید.

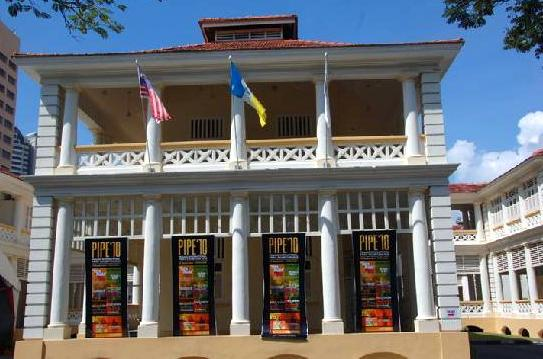
شعبه فرعی موزه، خیابان مکلیستر

در ماه آوریل ۲۰۱۷، کار اساسی تعمیرات و نوسازی در موزه آغاز گردید. تخمین زده می‌شود که پروژه نوسازی سه سال طول بکشد و هزینه ای بالغ بر ۲۰ میلیون رینگیت مالزی را شامل شود، طی این مدت آثار هنری موزه به‌طور موقت به موزه فرعی در خیابان مکلیستر در جرج تاون منتقل می‌گردد. هم چنین در زمین مجاور موزه که از زمان بمباران جنگ جهانی دوم هیچ گونه بنایی در آن ایجاد نشده، نقشه ساختمانی طراحی گردیده تا ساخته شود.

## ساعت فعالیت
موزه پنانگ (خیابان Farquhar) به خاطر نوسازی به صورت موقت تعطیل است.
شعبه فرعی موزه در خیابان مکلیستر، پلاک ۵۷ به خاطر تعمیر و نگهداری به صورت موقت تعطیل است.
گالری هنری پنانگ (دیوان سری پینانگ) به علت معضل ویروس کرونا، تنها از روز شنبه تا سه شنبه و بین ساعت ۱۰ صبح تا ۴ عصر باز است.